# 763
| 763                |
| ------------------ |
| Dødsfald - Fødsler |
|                    |

| Gregoriansk kalender | 763 DCCLXIII            |
| Ab urbe condita      | 1516                    |
| Armensk kalender     | 212 ԹՎ ՄԺԲ              |
| Kinesiske kalender   | 3459 – 3460 壬寅 – 癸卯 |
| Etiopisk kalender    | 755 – 756               |
| Jødisk kalender      | 4523 – 4524             |
| Hindukalendere       |                         |
| - Vikram Samvat      | 818 – 819               |
| - Shaka Samvat       | 685 – 686               |
| - Kali Yuga          | 3864 – 3865             |
| Iransk kalender      | 141 – 142               |
| Islamisk kalender    | 145 – 146               |

Se også 763 (tal)